# John Tolkin
John Tolkin, né le 31 juillet 2002 à Chatham Borough aux États-Unis, est un joueur international américain de soccer qui joue au poste de défenseur latéral gauche au Holstein Kiel.

## Biographie

### Carrière en club
Natif de Chatham Borough dans le New Jersey,. Au cours de la saison 2019 de USL Championship, il joue avec l'équipe réserve des Red Bulls de New York. 
Le 14 janvier 2020, Tolkin rejoint l'équipe première en Major League Soccer. 
Le 20 septembre 2022, il est classé sixième au palmarès 2022 des 22 joueurs de moins de 22 ans en MLS. Son équipe le nomme par la suite « Joueur défensif de l'année » le 18 novembre suivant. Ses performances sont également remarquées à l'international puisque le Centre International d'Étude du Sport le classe au premier rang dans sa catégorie des « latéraux gauches défensifs les plus prometteurs », à égalité avec l'espagnol Alejandro Balde du FC Barcelone, dans son rapport mensuel de janvier 2023.

### Carrière internationale
Il est par la suite appelé pour participer au camp d'entraînement des Yanks par Anthony Hudson le 18 janvier 2023,. Le 28 janvier suivant, il honore sa première sélection en tant que titulaire contre la Colombie, lors d'un match amical,. La rencontre se solde par un match nul et vierge,.

## Palmarès

### En club
Red Bulls de New York
- Finaliste de la MLS en 2024.

### En sélection
Équipe des États-Unis des moins de 17 ans
- Finaliste du championnat CONCACAF des moins de 17 ans en 2019 (en)